# Zwitserland op de Olympische Zomerspelen 2008

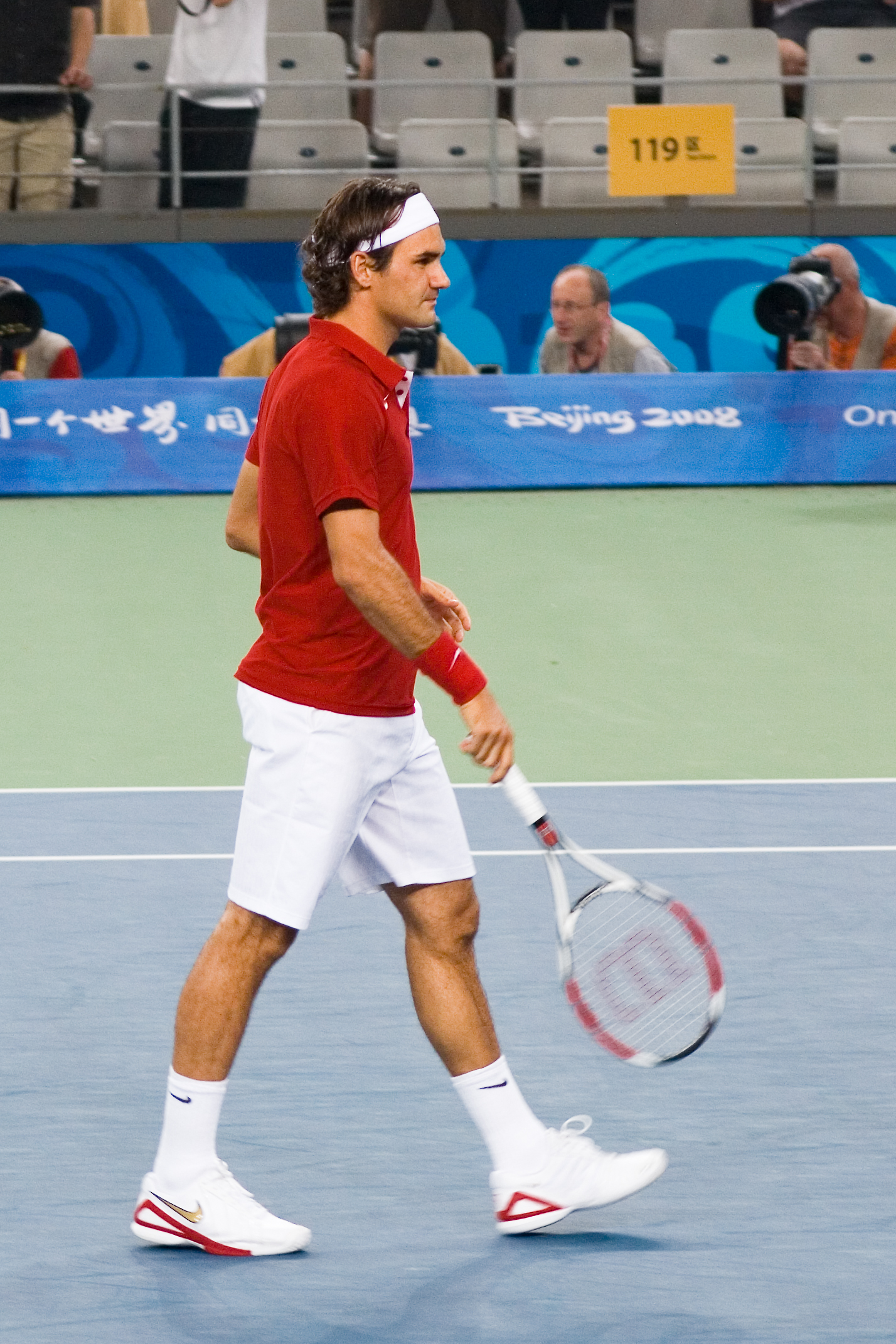
Federer in 2008

Zwitserland nam deel aan de Olympische Zomerspelen 2008 in Peking, China. Zwitserland debuteerde op de eerste Zomerspelen in 1896 en deed nu voor de 26e keer mee. Voor het eerst sinds 1996 werd meer dan één keer goud gewonnen.
De vlaggendrager tijdens de openingsceremonie was Roger Federer, bij de slotceremonie was dit Sergei Aschwanden.

## Medailleoverzicht
| Sport        | Olympiër                                                              | Discipline                | Medaille |
| ------------ | --------------------------------------------------------------------- | ------------------------- | -------- |
| Tennis       | Roger Federer Stanislas Wawrinka                                      | dubbelspel (m)            | Goud     |
| Wielersport  | Fabian Cancellara                                                     | wegtijdrit (m)            | Goud     |
| Wielersport  | Fabian Cancellara                                                     | wegwedstrijd (m)          | *        |
| Judo         | Sergei Aschwanden                                                     | tot 90 kg (m)             | Brons    |
| Paardensport | Christina Liebherr Pius Schwizer Niklaus Schurtenberger Steve Guerdat | springconcours team       | *        |
| Wielersport  | Nino Schurter                                                         | mountainbike, veldrit (m) | Brons    |
| Wielersport  | Karin Thürig                                                          | wegtijdrit (v)            | Brons    |

* De medaille voor het springconcours werd pas eind december 2008 toegekend. Een Noors paard had positief op een verboden middel getest waardoor het Noorse team, dat in eerste instantie als derde was geëindigd, de bronzen medaille moest inleveren ten gunste van de Zwitsers. De Italiaan Davide Rebellin eindigde als tweede in de wegwedstrijd maar werd gediskwalificeerd wegens een positieve dopingtest, de zilveren medaille werd op 18 november 2009 alsnog toegekend aan Fabian Cancellara.
Afghanistan · Albanië · Algerije · Amerikaanse Maagdeneilanden · Amerikaans-Samoa · Andorra · Angola · Antigua en Barbuda · Argentinië · Armenië · Aruba · Australië · Azerbeidzjan · Bahama's · Bahrein · Bangladesh · Barbados · België · Belize · Benin · Bermuda · Bhutan · Bolivia · Bosnië en Herzegovina · Botswana · Brazilië · Britse Maagdeneilanden · Bulgarije · Burkina Faso · Burundi · Cambodja · Canada · Centraal-Afrikaanse Republiek · Chili · China · Chinees Taipei · Colombia · Comoren · Congo-Brazzaville · Congo-Kinshasa · Cookeilanden · Costa Rica · Cuba · Cyprus · Denemarken · Djibouti · Dominica · Dominicaanse Republiek · Duitsland · Ecuador · Egypte · El Salvador · Equatoriaal-Guinea · Eritrea · Estland · Ethiopië · Fiji · Filipijnen · Finland · Frankrijk · Gabon · Gambia · Georgië · Ghana · Grenada · Griekenland · Groot-Brittannië · Guam · Guatemala · Guinee · Guinee‑Bissau · Guyana · Haïti · Honduras · Hongarije · Hongkong · Ierland · IJsland · India · Indonesië · Irak · Iran · Israël · Italië · Ivoorkust · Jamaica · Japan · Jemen · Jordanië · Kaaimaneilanden · Kaapverdië · Kameroen · Kazachstan · Kenia · Kirgizië · Kiribati · Koeweit · Kroatië · Laos · Lesotho · Letland · Libanon · Liberia · Libië · Liechtenstein · Litouwen · Luxemburg · Macedonië · Madagaskar · Malawi · Malediven · Maleisië · Mali · Malta · Marshalleilanden · Marokko · Mauritanië · Mauritius · Mexico · Micronesië · Moldavië · Monaco · Mongolië · Montenegro · Mozambique · Myanmar · Namibië · Nauru · Nederland · Nederlandse Antillen · Nepal · Nicaragua · Nieuw-Zeeland · Niger · Nigeria · Noord-Korea · Noorwegen · Oeganda · Oekraïne · Oezbekistan · Oman · Oostenrijk · Oost‑Timor · Pakistan · Palau · Palestina · Panama · Papoea-Nieuw-Guinea · Paraguay · Peru · Polen · Portugal · Puerto Rico · Qatar · Roemenië · Rusland · Rwanda · Saint Kitts en Nevis · Saint Lucia · Saint Vincent en Grenadines · Salomonseilanden · Samoa · San Marino · Sao Tomé en Principe · Saoedi-Arabië · Senegal · Servië · Seychellen · Sierra Leone · Singapore · Slovenië · Slowakije · Soedan · Somalië · Spanje · Sri Lanka · Suriname · Swaziland · Syrië · Tadzjikistan · Tanzania · Thailand · Togo · Tonga · Trinidad en Tobago · Tsjaad · Tsjechië · Tunesië · Turkije · Turkmenistan · Tuvalu · Uruguay · Vanuatu · Venezuela · Verenigde Arabische Emiraten · Verenigde Staten · Vietnam · Wit-Rusland · Zambia · Zimbabwe · Zuid-Afrika · Zuid-Korea · Zweden · Zwitserland
Uitgesloten van deelname: Brunei